# Foggy Bottom
Foggy Bottom es uno de los barrios del siglo XIX más antiguos de Washington D. C., la capital de Estados Unidos. Su nombre posiblemente proviene de la niebla (en inglés fog) que solía aparecer en esta zona baja cercana a las ciénagas de Washington. Se encuentra al oeste del centro de la ciudad en el cuadrante noroeste, delimitado de cierta forma por la calle 17 al este, el Rock Creek Park al oeste, la avenida de la Constitución al sur y la avenida Pensilvania al norte.

## Descripción
"Foggy Bottom" se usa como metónimo del Departamento de Estado de los Estados Unidos, cuyas oficinas centrales están en el barrio. El campus principal de la Universidad George Washington se encuentra aquí también, así como el conocido Hotel Watergate, la Sede del Instituto de la Paz de los Estados Unidos y el Centro John F. Kennedy para las Artes Escénicas. La Universidad ha crecido significativamente en la última década por lo que actualmente ocupa la mayor parte del barrio.
Foggy Bottom fue una comunidad de trabajadores irlandeses, alemanes y afroamericanos que trabajaban en las cervecerías, fábricas de cristal y plantas de gas de la zona. Están instalaciones industriales se consideran como posible razón del nombre del barrio, donde “fog” se utiliza como el humo de las fábricas. Este barrio histórico está en la lista del Registro Nacional de Sitios Históricos (National Register of Historic Places).
El área de Foggy Bottom fue el lugar elegido para los primeros asentamientos en lo que hoy es Washington. En 1763 Joseph Funk dividió las 52 hectáreas de la zona del río Potomac y el Rock Creek. El asentamiento se llamó oficialmente Hamburg, aunque era conocido como Funkstown, y atrajo a muchos colonos hasta la década de 1850 cuando las empresas llegaron a la zona. La zona fue también el emplazamiento original del Observatorio Naval de los Estados Unidos.
Foggy Bottom se puede alcanzar en metro a través de la estación del mismo nombre. Foggy Bottom es también el nombre de una cerveza de la Olde Heurich Brewing Company. La compañía empezó en el barrio, pero la cerveza se procesa actualmente en Útica, Nueva York.